# Христо Михайлов (футболист)
 Тази статия е за българския футболист.  За дееца на БКП вижте Христо Михайлов.  
Христо Михайлов е български футболист, играе като опорен халф. 
Роден в Чирпан на 19 август 1956 г.  Започва кариерата си в родния ФК „Чирпан“. По-късно преминава в търновския „Етър“, където се издига като легенда и един от най-уважаваните играчи. Обявен за майстор на спорта. Треньор в Ботев-Бали (Дебелец) на 3 възрастови групи.